# 卡斯蒂尔德佩奥内斯
卡斯蒂尔德佩奥内斯，是西班牙卡斯蒂利亚-莱昂布尔戈斯省的一个市镇。总面积14平方公里，总人口30人（2001年），人口密度2人/平方公里。